# Oliver Korittke
Oliver Korittke (né le 6 avril 1968 à Berlin) est un acteur allemand.

## Biographie
À cinq ans, il joue dans les séries Die Pulvermänner et Sesamstraße. À 15 ans, il quitte l'école et vit de petits boulots. Il prend des cours privés auprès d'Erika Dannhoff. Il joue ensuite dans de petits théâtres et au cinéma. En 1997, il se fait connaître avec Die Musterknaben. En 2005, il anime Pimp My Fahrrad. À l'automne, il joue dans la série policière Wilsberg (de).
Il a été l'époux de l'actrice Monica Nancy Wick.

## Filmographie sélective
Cinéma
- 1986: Caspar David Friedrich – Grenzen der Zeit
- 1990: Keep on Running
- 1991: Heldenfrühling
- 1995: Looosers!
- 1996: Rohe Ostern
- 1997: La Raison du cœur
- 1997: Die Musterknaben
- 1998: Das merkwürdige Verhalten geschlechtsreifer Großstädter zur Paarungszeit
- 1999: Die Musterknaben 2
- 1999: Sara Amerika
- 1999: Bang Boom Bang
- 2000: Pour une poignée d'herbe
- 2000: Sumo Bruno
- 2001: Ein Göttlicher Job
- 2001: Les Hommes de Sa Majesté
- 2002: Poppitz
- 2002: 99 Euro Films
- 2002: Das Jahr der ersten Küsse
- 2002: Der kleine Mann
- 2003: Das Siebte Foto
- 2003: Die Musterknaben – 1000 und eine Nacht
- 2004: Meine Frau, meine Freunde und ich
- 2004: Une famille allemande
- 2004: Cowgirl
- 2005: Grenzverkehr
- 2006: Handyman
- 2006: Reine Formsache
- 2008: Evet, je le veux
- 2008: Miracle à Santa Anna
- 2008: Das Morphus-Geheimnis
- 2010: Rock It!
- 2011: Mon été orange
- 2012: Schutzengel
- 2012: Mann tut was Mann kann
- 2012: Die Männer der Emden
- 2013: Le Club des 5 en péril
- 2014: Doktorspiele
- 2014: Schlikkerfrauen

Téléfilms
- 1994: Natalie – Endstation Babystrich
- 1996: Nackt im Cabrio
- 1996: Le Clown - Ennemis de toujours
- 1998: Weekend mit Leiche
- 1999: Dunckel
- 1999: Ein Mann wie eine Waffe
- 1999: Doggy Dog – Eine total verrückte Hundeentführung
- 2000: Die Nacht der Engel
- 2003: Die Schönste aus Bitterfeld
- 2004: Italiener und andere Süßigkeiten
- 2004: Die Liebe kommt als Untermieter
- 2005: Deux sœurs et un bébé
- 2005: Et si on échangeait nos vies !
- 2006: Der Seehund von Sanderoog
- 2007: Papa et moi
- 2008: Lettres à un ange
- 2009: Les Ombres de la justice
- 2009: Auf der Suche nach dem G-Punkt
- 2009: Der Teufel mit den drei goldenen Haaren
- 2010: Schurkenstück
- 2013: Das Mädchen mit den Schwefelhölzern

Séries télévisées
- 1972: Die Pulvermänner
- 1973: Sesamstraße
- 1976: Aktion Grün
- 1977: Die drei Klumberger
- 1980: Drei Damen vom Grill – Wenn Oma eine Reise tut
- 1981: Sternensommer
- 1984: Eine Klasse für sich
- 1985: La Clinique de la Forêt-Noire : Erreur de diagnostic
- 1986: Ich heirate eine Familie – Heimlichkeiten
- 1988: Praxis Bülowbogen - Um jeden Preis
- 1995: Zappek
- 1995: Polizeiruf 110: Jutta oder Die Kinder von Damutz
- 1996: Rosa Roth – Nirgendwohin
- 1999: Zwei Brüder – Verschleppt
- 2000: Polizeiruf 110 – Die Macht und ihr Preis
- 2003: Was nicht passt wird passend gemacht – Fight Club
- 2004: Der Ermittler - Familienglück
- Depuis 2005: Wilsberg (de)
- 2011: Löwenzahn
- 2013: Küstenwache: Rache, kalt serviert
- 2014: Polizeiruf 110 – Eine mörderische Idee

## Source de la traduction
- (de) Cet article est partiellement ou en totalité issu de l’article de Wikipédia en allemand intitulé « Oliver Korittke » (voir la liste des auteurs).